# Élections fédérales canadiennes de 1972
Les élections fédérales canadiennes de 1972 se déroulent le 30 octobre 1972 dans le but d'élire les députés de la vingt-neuvième législature de la Chambre des communes du Canada. Il s'agit de la vingt-neuvième élection générale depuis la Confédération canadienne, en 1867. Le résultat est une mince victoire pour le Parti libéral au pouvoir, qui remporte 109 sièges contre 107 pour le Parti progressiste-conservateur. De plus, 48 sièges sont remportés par d'autres partis et des candidats indépendants. Le soir de l'élection, les résultats semblent donner 109 sièges aux Tories ; toutefois, une fois le décomptage terminé le lendemain, les résultats finaux donnent un gouvernement minoritaire aux libéraux et la balance du pouvoir au Nouveau Parti démocratique de David Lewis.

## Contexte
L'élection de 1972 est la deuxième pour le chef libéral Pierre Trudeau. Les libéraux entrent dans la campagne avec une avance considérable dans les sondages, mais la trudeaumanie s'était estompée, et une économie en difficulté fait mal à son parti. Les progressistes-conservateurs sont menés par Robert Stanfield, ancien premier ministre de Nouvelle-Écosse, qui est perçu comme honnête mais maladroit. Les tories tentent de tirer profit de la perception du public que les libéraux gèraient mal l'économie avec le slogan « Un gouvernement progressiste-conservateur fera mieux. »
Au Québec, les libéraux font campagne avec le slogan « Ensemble ». Au Canada anglais, ils utilisent le slogan « The Land is Strong » (le pays se porte bien) avec des publicités télévisées montrant des paysages pittoresques du Canada. Le slogan est rapidement ridiculisé, et leur campagne est considérée comme l'une des pires des dernières décennies. Le parti n'avait pas de grands enjeux à défendre. Il est handicapé au Canada anglais à cause d'un mécontentement face à la Loi sur les langues officielles qui avait instauré l'égalité entre l'anglais et le français dans les institutions fédérales. Plusieurs Canadiens anglophones considèrent qu'une telle loi est un gaspillage de l'argent des contribuables.
Un candidat indépendant est élu : Roch LaSalle est réélu dans sa circonscription au Québec. LaSalle avait quitté le caucus progressiste-conservateur pour exprimer son mécontement face au refus du parti de reconnaître le droit du Québec à l'auto-détermination ; il est le seul candidat à recevoir l'appui du Parti québécois.
Un candidat sans affiliation est élu : Lucien Lamoureux, dans sa circonscription ontarienne de Stomont—Dundas—Glengarry. Lamoureux, d'abord élu sous la bannière libérale, servait à titre de Président de la Chambre des communes. Il se représente sans affiliation partisane afin de préserver son impartialité en tant que Président. Il prend sa retraite à la fin de cette législature et ne se représente pas aux élections de 1974.
Cette élection est la première où l'âge minimum pour voter est fixé à 18 ans. En 1970, le gouvernement avait voté une modification à la loi électorale pour baisser l'âge de vote, précédemment fixé à 21 ans.

## Résultats

### Pays
| |                            |                        |           |        |        |        |           |           |         |         |
| Parti | Parti                      | Chef                   | Candidats | Sièges | Sièges | Sièges | Sièges    | Voix      | Voix    | Voix    |
| Parti | Parti                      | Chef                   | Candidats | 1968   | diss.  | Élus   | +/-       | Nb        | %       | +/-     |
| | Libéral                    | Pierre Elliott Trudeau | 263       | 155    | 147    | 109    | -46       | 3 717 804 | 38,42 % | -6,95 % |
| | Progressiste-conservateur  | Robert Stanfield       | 265       | 72     | 73     | 107    | +35       | 3 388 980 | 35,02 % | +3,65 % |
| | Nouveau Parti démocratique | David Lewis            | 252       | 22     | 25     | 31     | +9        | 1 725 719 | 17,83 % | +0,87 % |
| | Crédit social              | Réal Caouette          | 164       | 14     | 15     | 15     | +1        | 730 759   | 7,55 %  | +2,27 % |
| | Indépendant                | Indépendant            | 53        | 1      | 2      | 1      | +1        | 56 685    | 0,59 %  | +0,14 % |
| | Aucune appartenance        | Aucune appartenance    | 26        | -      | -      | 1      | +1        | 23 938    | 0,25 %  |         |
| | Inconnu                    | Inconnu                | 93        | -      | -      | -      |           | 32 013    | 0,33 %  |         |
| | Rhinocéros                 | Cornelius I            | 1         | -      | -      | -      | -         | 1 565     | 0,02 %  | -0,06 % |
| | Vacant                     | Vacant                 | Vacant    | Vacant | 4      |        |           |           |         |         |
| Total | Total                      | 1 117                  | 265       | 264    | 264    | -1     | 9 677 463 | 100 %     |         |         |
| Sources : Élections Canada — Historique des circonscriptions depuis 1867 — Toronto Star, 30 octobre 1972 |                            |                        |           |        |        |        |           |           |         |         |

### Par province
| Parti                                 | Parti                      | Parti          | C-B  | AB   | SK   | MB   | ON   | QC   | N-B  | N-É  | ÎPE  | TNL  | TNO  | YK   | Total |
| ------------------------------------- | -------------------------- | -------------- | ---- | ---- | ---- | ---- | ---- | ---- | ---- | ---- | ---- | ---- | ---- | ---- | ----- |
|                                       | Libéral                    | Sièges :       | 4    | -    | 1    | 2    | 36   | 56   | 5    | 1    | 1    | 3    | -    | -    | 109   |
|                                       | Libéral                    | Voix (%) :     | 28,9 | 25,0 | 25,3 | 30,9 | 38,2 | 48,9 | 43,1 | 33,9 | 40,5 | 44,8 | 29,3 | 32,2 | 38,4  |
|                                       | Progressiste-conservateur  | Sièges :       | 8    | 19   | 7    | 8    | 40   | 2    | 5    | 10   | 3    | 4    | -    | 1    | 107   |
|                                       | Progressiste-conservateur  | Voix (%) :     | 33,0 | 57,6 | 36,9 | 41,6 | 39,1 | 17,4 | 46,8 | 53,4 | 51,9 | 49,0 | 30,9 | 53,0 | 35,0  |
|                                       | Nouveau Parti démocratique | Sièges :       | 11   | -    | 5    | 3    | 11   | -    | -    | -    | -    | -    | 1    | -    | 31    |
|                                       | Nouveau Parti démocratique | Voix (%) :     | 35,0 | 12,6 | 35,9 | 26,3 | 21,5 | 6,8  | 6,3  | 12,3 | 7,5  | 4,7  | 39,8 | 11,6 | 17,8  |
|                                       | Crédit social              | Sièges :       | -    | -    | -    | -    | -    | 15   | -    | -    | -    | -    |      |      | 15    |
|                                       | Crédit social              | Voix (%) :     | 2,6  | 4,5  | 1,8  | 0,7  | 0,4  | 24,3 | 3,2  | 0,3  | 0,1  | 0,2  |      |      | 7,6   |
|                                       | Indépendant                | Sièges :       | -    | -    | -    | -    | -    | 1    | -    |      |      | -    | -    |      | 1     |
|                                       | Indépendant                | Voix (%) :     | 0,2  | xx   | xx   | 0,1  | 0,2  | 1,7  | 0,3  |      |      | 0,4  | 3,1  |      | 0,6   |
|                                       | Aucune appartenance        | Sièges :       | -    | -    | -    | -    | 1    | -    |      | -    |      |      |      |      | 1     |
|                                       | Aucune appartenance        | Voix (%) :     | xx   | 0,1  | xx   | xx   | 0,5  | 0,2  |      | xx   |      |      |      |      | 0,2   |
| Total sièges :                        | Total sièges :             | Total sièges : | 23   | 19   | 13   | 13   | 88   | 74   | 10   | 11   | 4    | 7    | 1    | 1    | 264   |
| Partis n'ayant remporté aucun siège : |                            |                |      |      |      |      |      |      |      |      |      |      |      |      |       |
|                                       | Inconnu                    | Voix (%) :     | 0,1  | 0,2  | 0,1  | 0,3  | 0,1  | 0,7  | 0,4  | 0,1  |      | 0,9  |      |      | 0,3   |
|                                       | Rhinocéros                 | Voix (%) :     |      |      |      |      |      | 0,1  |      |      |      |      |      |      | xx    |

- xx : moins de 0,05 % des voix